# Wilczomlecz nadobny
Wilczomlecz nadobny, wilczomlecz piękny, poinsecja nadobna, poinsecja, gwiazda betlejemska (Euphorbia pulcherrima Willd. ex Klotzsch) – gatunek krzewu z rodziny wilczomleczowatych (Euphorbiaceae). Pochodzi z Meksyku i Gwatemali. W latach 20. XIX wieku odkryty dla nauki i przewieziony z Meksyku do Stanów Zjednoczonych, stał się tam popularną rośliną ozdobną. Spopularyzowany został w połowie XX wieku, gdy wyhodowano odmiany dobrze znoszące warunki panujące w mieszkaniach strefy umiarkowanej. Jest uprawiany w wielu krajach świata, przy czym w krajach międzyzwrotnikowych jako roślina ogrodowa. Pod względem gospodarczym jest najważniejszą rośliną doniczkową na świecie.

## Rozmieszczenie geograficzne
Naturalnie gatunek występuje w pasie o długości około dwóch tysięcy km wzdłuż wybrzeża Pacyfiku w Meksyku i południowej Gwatemali. W północnym Meksyku gatunek rośnie w stanach Durango i Sinaloa, a w części południowej w stanach: Chiapas, Guerrero, Jalisco, Michoacán, Nayarit i Oaxaca. Wiadomo, że już w XVI wieku doszło do rozprzestrzeniania gatunku z udziałem człowieka. Aztekowie przemieścili te rośliny w okolice obecnie istniejącego miasta Meksyk, prawdopodobnie lokalizacją pośrednią w przemieszczaniu była północna część stanu Guerrero. W okolicach tych występują dzikie rośliny, jednak zwiększona częstość występowania roślin w pobliżu skupisk ludności wskazuje, że są one pozostałością ogrodnictwa sprzed wieków. Według tradycji i badań genetycznych kultywary rozpowszechnione w wielu miejscach świata pochodzą od roślin rosnących w północnej i zachodniej części Guerrero.
Gatunek uprawiany jest powszechnie jako roślina ozdobna, w obszarze międzyzwrotnikowym w gruncie. Na niektórych obszarach w Afryce, na Wyspach Kanaryjskich i w Indiach jest to gatunek inwazyjny.

## Morfologia

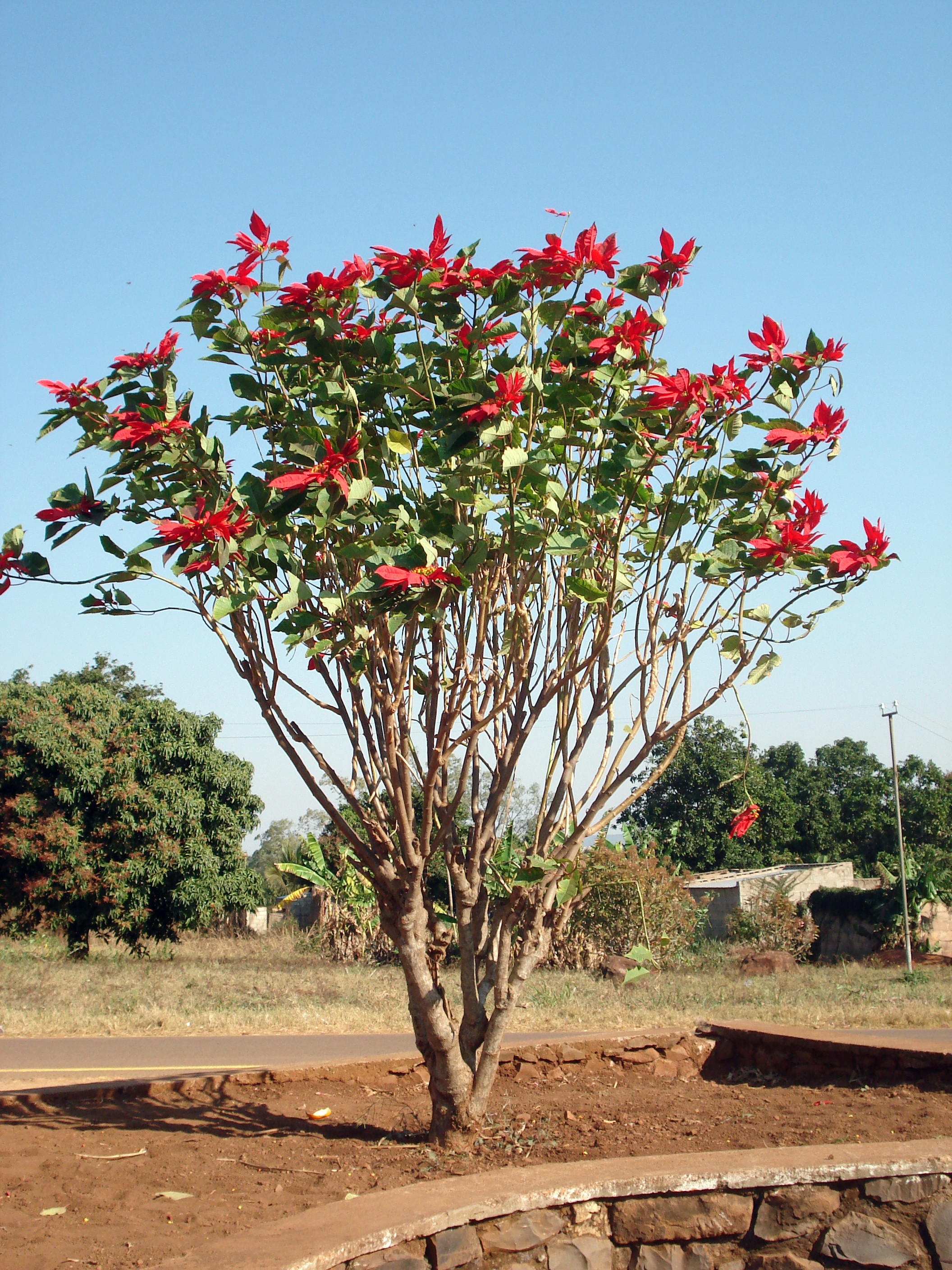
Pokrój krzewu

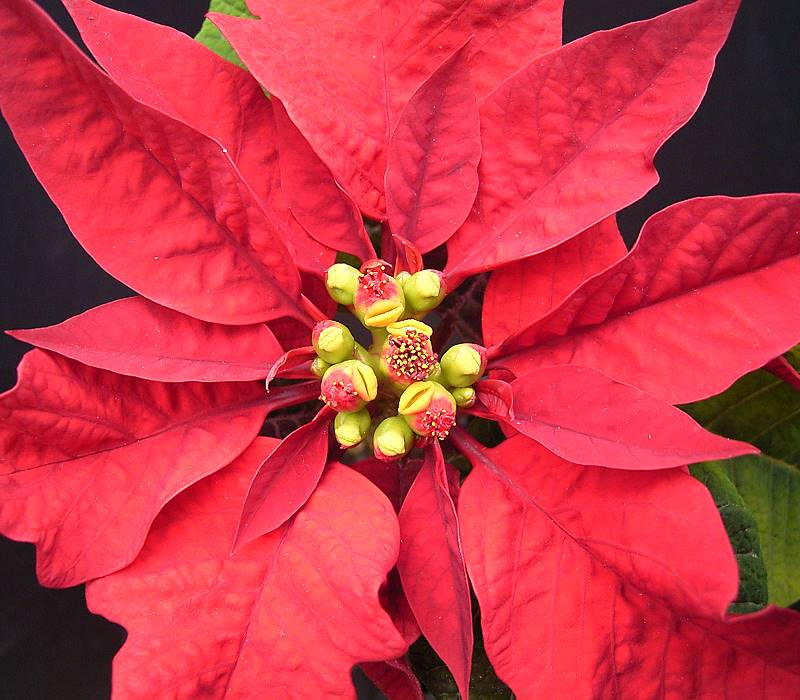
Kwiatostan i szerokie, barwne podsadki u odmiany uprawnej

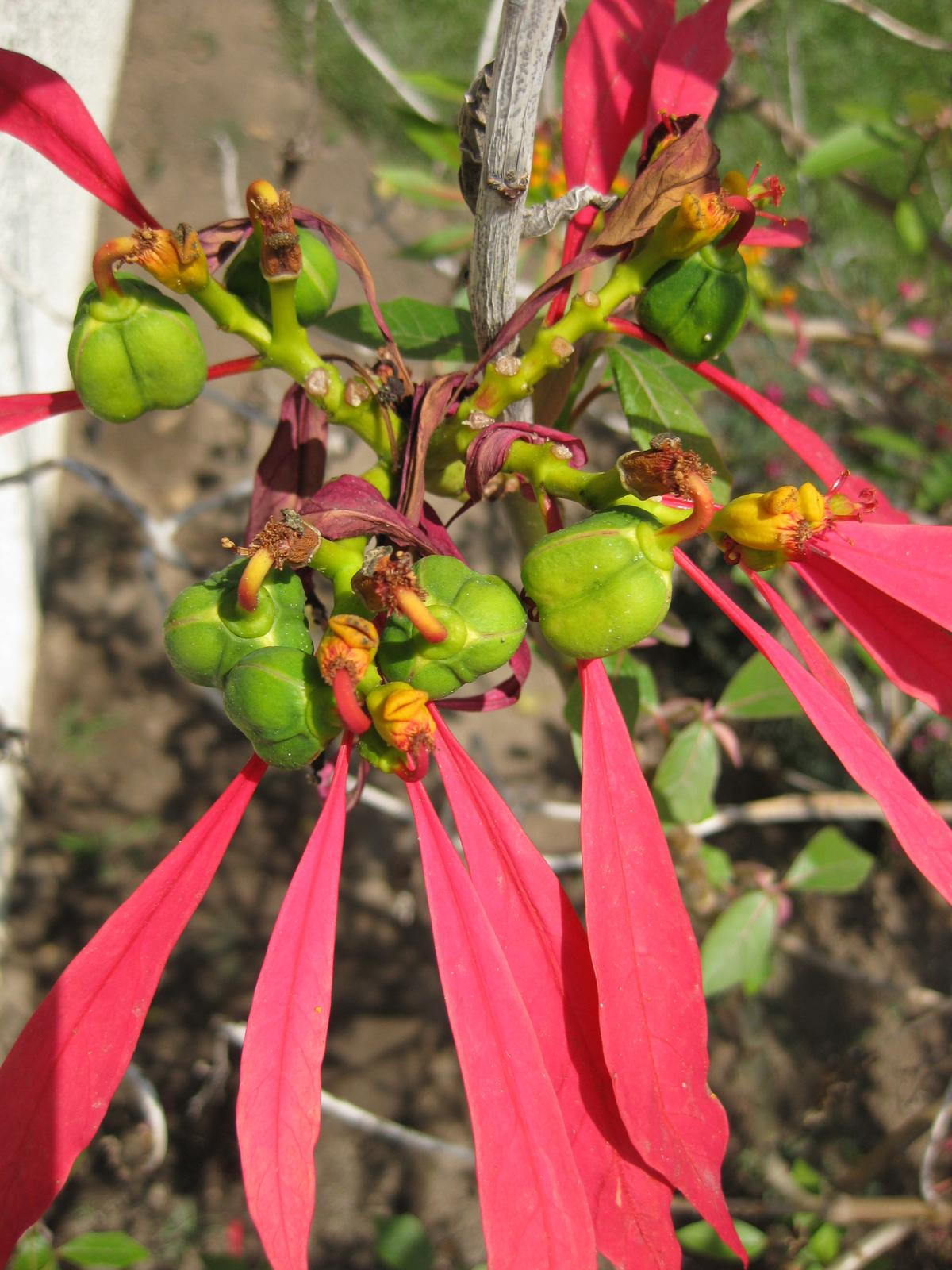
Owoce i wąskie podsadki formy typowej

PokrójW swoim naturalnym siedlisku jest to roślina drewniejąca (krzew lub niskie drzewo) o wysokości do 1–3 m (rzadko 4 m), z tęgimi (u nasady do 8 cm średnicy), ale nielicznymi, rozwidlającymi się i wznoszącymi, zielonymi i nagimi pędami. Na starszych pędach kora jest brązowa lub szara. Uprawiane odmiany doniczkowe osiągają zazwyczaj wysokość do 50 cm. Istnieją formy o jednym pędzie i wielopędowe, które wytwarzają nawet 20-30 barwnych rozet. Roślina wytwarza biały sok mleczny. Korzenie u młodych roślin są mięsiste i pełnią funkcję zapasową.
LiścieSkrętoległe, u nasady z drobnymi, błoniastymi i szybko opadającymi przylistkami. Blaszka liściowa o długości zwykle do 15 cm, czasem do 20 cm, eliptyczo-lancetowata, wcinana na kształt skrzypiec, z wyciągniętym i zaostrzonym wierzchołkiem. Jest cienka i osadzona na długim i także cienkim ogonku (2 do 5 cm długości). Liście asymilacyjne są ciemnozielone. Szczytowe liście podkwiatostanowe, tzw. przysadki, zebrane w rozetę okalającą niepozorne kwiaty są przebarwione na intensywnie czerwony, różowy, biały lub żółtokremowy kolor. Zazwyczaj jest ich 8–10. Podsadki form dzikich są wąskolancetowate – osiągają do 3–7 cm długości i 1–2 cm szerokości, osadzone są na krótkim ogonku do 4 m długości, u odmian ozdobnych podsadki są znacznie szersze i zwykle też dłuższe. Pełnią one funkcję powabni zwabiającej owady i stanowią o walorach ozdobnych tej rośliny. Rośliny dziko rosnące mają liście krótkotrwałe – pędy szybko się ogałacają. Odmiany uprawne mają liście znacznie dłużej utrzymujące się na pędach.
KwiatyDrobne, rozdzielnopłciowe, niepozorne i pozbawione okwiatu zebrane są w tzw. cyjacja o wysokości 6–8 mm i szerokości 5–7 mm. Cyjacja powstają w skupieniach na szczytach pędów. W centrum znajduje się bezpłatkowy kwiat słupkowy z pojedynczym słupkiem, wydłużający się stopniowo do 10–12 mm, z rozwidloną szyjką do 10 mm długości. Otoczony jest on 25–30 kwiatami męskimi z pojedynczymi pręcikami. Na każdym kubeczkowatym, zielono-żółtym cyjacjum znajduje się dwuwargowy, żółty gruczoł (rzadko dwa gruczoły) o wysokości 4 mm i szerokości 5 mm.
OwoceTrójgraniaste torebki o średnicy ok. 1,5 cm i wysokości 2 cm. Są zielone i czasem czerwono lub żółtobrązowo nabiegłe. Nasiona są jajowate, gładkie, jasnoszare, do 9 mm długości i 7 mm szerokości.

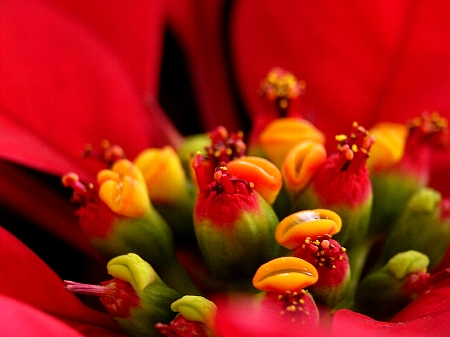
Cyjacja z żółtymi gruczołami
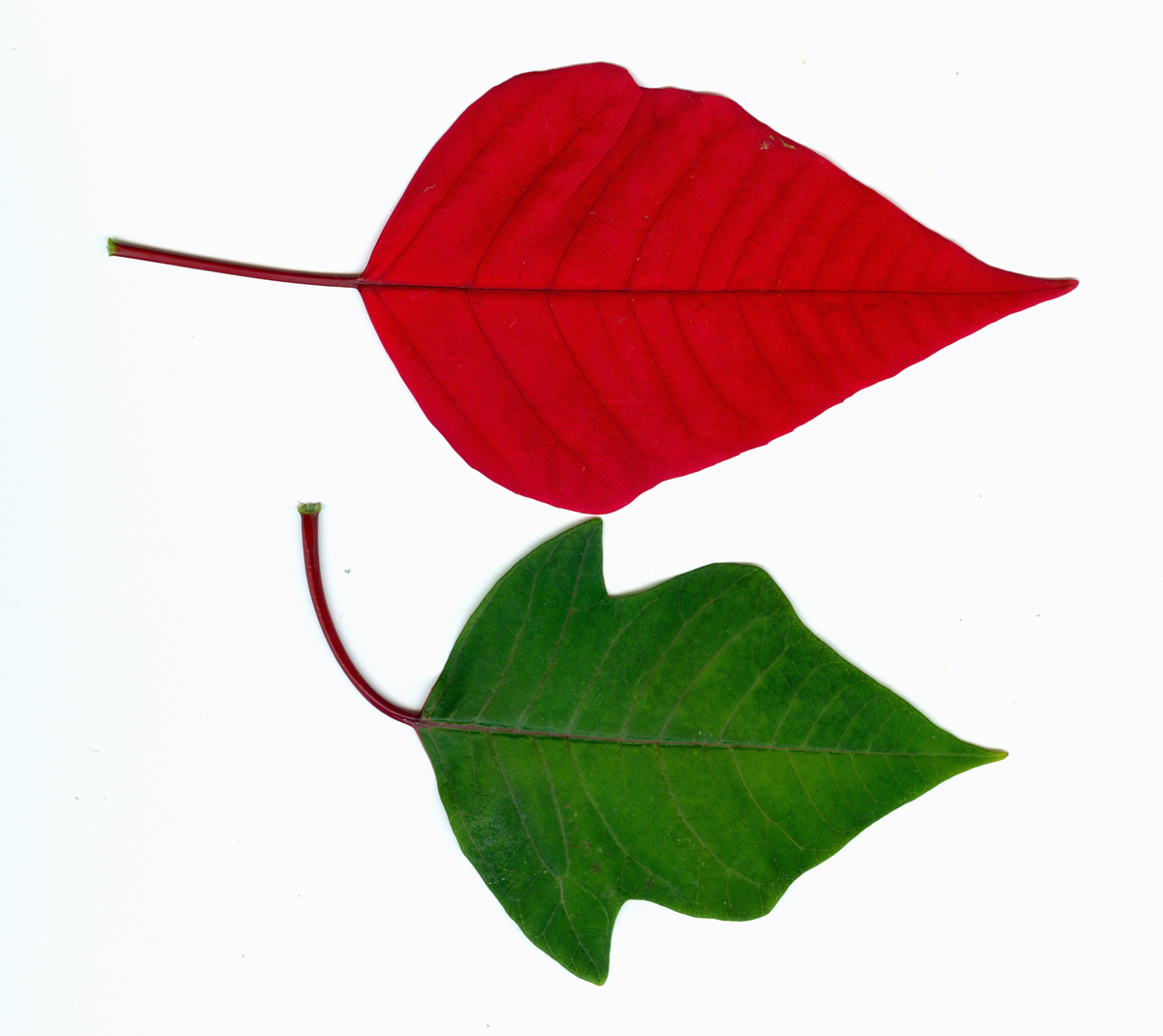
Liście: u góry barwna podsadka, na dole liść asymilacyjny
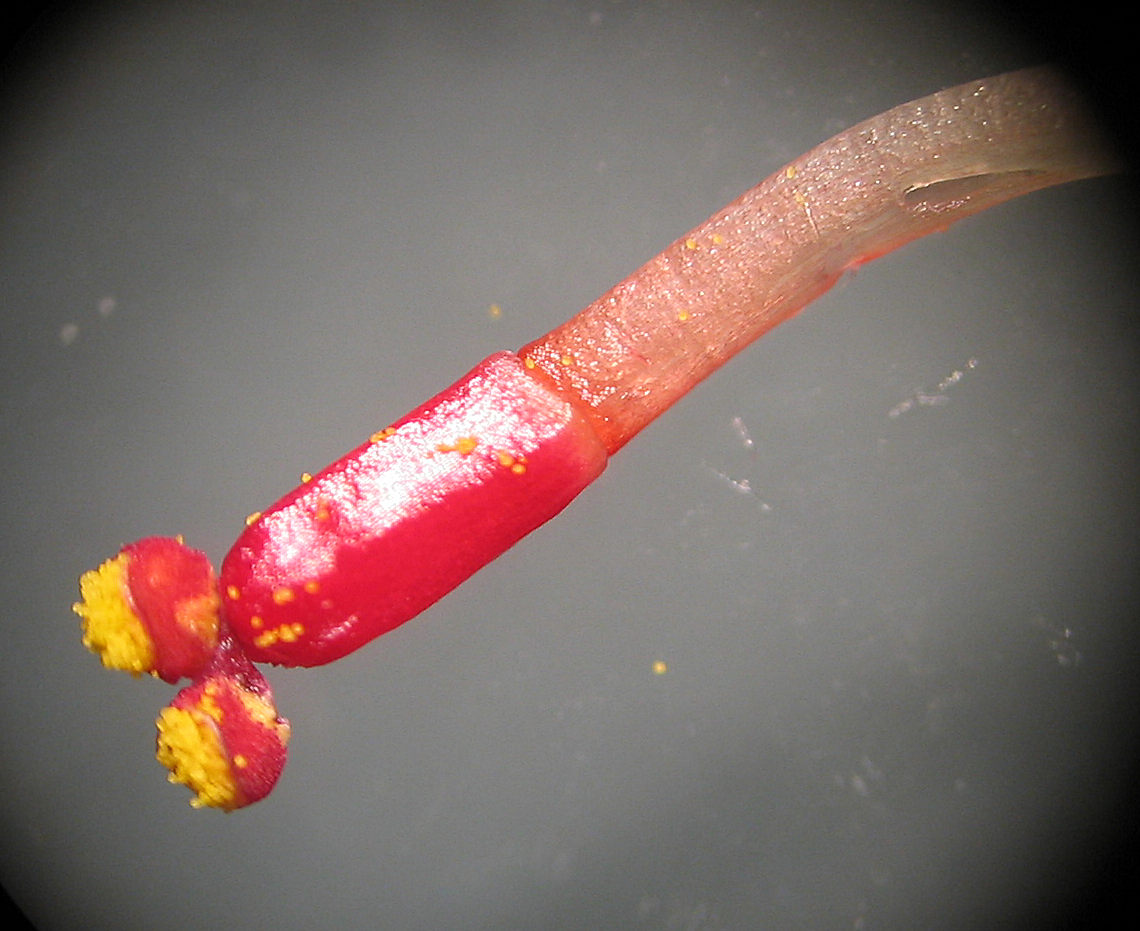
Pojedynczy kwiat męski na szypułce

## Biologia
Jest to roślina wieloletnia. Do rozwoju i corocznego kwitnienia wymaga przejścia przez okres spoczynku – jest rośliną dnia krótkiego i do zainicjowania kwitnienia wymaga przez około dwa miesiące przebywania w ciemności przez 8–16 godzin na dobę. W zależności od odmiany, stadium rozwoju i temperatur wymagana długość dnia i nocy dla zainicjowania kwitnienia jest różna. Rośliny tego gatunku rosną szybko, w ciągu jednego sezonu osiągnąć mogą 2–3 m wysokości. Kwitnienie przypada na okres od połowy listopada po styczeń. Owocowanie trwa do kwietnia.

### Fizjologia
Roślina o niskiej tolerancji na chłód. Niektóre z uprawianych odmian ulegają nieodwracalnym uszkodzeniom już przy temperaturze 8 °C utrzymywanej przez 24 dni. Kilkutygodniowy okres fotoperiodu o długiej nocy konieczny jest zarówno do wytworzenia kwiatów, jak i syntezy antocyjanów oraz zaniku chlorofilu w liściach przykwiatowych. Różnica pomiędzy temperaturą dnia i nocy jest czynnikiem decydującym o morfologii rośliny. Wyższa średnia temperatura dnia powoduje wydłużenie międzywęźli poprzez zwiększenie syntezy endogennych giberelin. Znajomość tego zjawiska jest wykorzystywana praktycznie przy kształtowaniu pokroju roślin przeznaczonych na sprzedaż. Spadek temperatury z 24 do 16 °C prowadzi do zmniejszenia wysokości rośliny o 5-25%, w zależności od okresu przebywania w chłodnych warunkach. Zmiana pokroju może także następować w wyniku zakażenia fitoplazmą. W zakażonych roślinach następuje zanik dominacji wierzchołkowej i powstają liczne rozgałęzienia pędu. Również to zjawisko może być wykorzystane w uzyskiwaniu pożądanego przez ogrodników fenotypu.

### Cechy fitochemiczne
O barwie podsadek decydują barwniki należące do antocyjanin. U trzech kultywarów stwierdzono, że za czerwoną barwę podsadek odpowiadają te same barwniki: cyjanidyno-3-glukozyd, cyjanidyno-3-ramnoglukozyd, pelargonidynodyno-3-glukozyd i pelargonidyno-3-ramnoglukozyd.
Podobnie jak inne rośliny z rodziny wilczomleczowatych zawiera znaczne ilości lateksu. U 40% osób z alergią na tę substancję pojawiają się objawy alergii w kontakcie z rośliną. Przejawiają się one zapaleniem skóry i wyjątkowo atakami astmy alergicznej. W roślinie stwierdzono również obecność dwóch alergennych białek wspólnych z innymi gatunkami z rodziny. Pomimo istnienia legendy o toksyczności rośliny większość (92,4%) przypadków spożycia nie wiąże się z zatruciem. W pozostałych przypadkach pojawiały się niewielkie zaburzenia żołądkowo-jelitowe, nudności oraz wymioty. Także doświadczenia na zwierzętach nie potwierdzają informacji o toksyczności rośliny. Przy najwyższej stosowanej dawce (25 g/kg) i czternastodniowym okresie obserwacji nie stwierdzono żadnych objawów toksyczności. Nie zaobserwowano także żadnych zmian podczas sekcji zwłok szczurów wykorzystywanych do badań.

### Genetyka
Liczba chromosomów w komórkach somatycznych E. pulcherrima 2n=28. U części kultywarów 2n=56, są one poliploidalne. Nie udało się uzyskać osobników 2n=48 z krzyżowania kultywarów o 28 chromosomach z tymi o 56 chromosomach. Sugeruje się, że podstawowa haploidalna liczba chromosomów – x, może wynosić 7. Do roku 2015 opisano kilka udanych doświadczeń zakończonych uzyskaniem transgenicznych roślin tego gatunku.

## Ekologia
W naturze gatunek rośnie w wilgotnych miejscach w zalesionych wąwozach i dolinach w gorących i zrzucających liście w okresie suchym lasach monsunowych, także w lasach zimozielonych, górskich lasach mglistych z dębami i sosnami, w zaroślach kserotermicznych (matorral). Często na zboczach, przydrożach, nad rzekami i strumieniami, na polanach i skrajach lasów. Występuje na rzędnych sięgających do 2600 m n.p.m. Jest to gatunek odporny na susze. Zapylacze kwiatów nie są znani. Poszczególne, występujące w stanie dzikim populacje liczą zwykle niewiele okazów, najczęściej poniżej 20 roślin.

## Nazewnictwo
Rodzajowa nazwa naukowa (Euphorbia) upamiętnia greckiego lekarza – Euphorbusa, który w I wieku n.e. leczył władcę Mauretanii – Jubę II m.in. za pomocą soku mlecznego roślin z rodzaju wilczomlecz. Nazwa gatunkowa pulcherrima oznacza w łacinie „najpiękniejsza”. Pierwszym botanikiem, który był autorem nazwy i diagnozy gatunkowej był Niemiec – Carl Ludwig Willdenow (1765–1812).
Gatunek znany jest m.in. pod nazwą poinsecja nadobna, pochodzącą od nazwiska amerykańskiego polityka Joela Robertsa Poinsetta. Został on w 1825 pierwszym ambasadorem Stanów Zjednoczonych w Meksyku. W 1828 roku z miasta Taxco de Alarcón jako pierwszy przywiózł sadzonki wilczomlecza do USA. Nazwę zwyczajową upamiętniającą amerykańskiego dyplomatę i botanika-amatora (ang. ‘poinsettia’) nadał gatunkowi amerykański ogrodnik William H. Prescott. Popularnie często gatunek nazywany jest też gwiazdą betlejemską. Ta nazwa pochodzi od  wyglądu – szczytowe podkwiatki wybarwiają się na czerwono i kontrastują z zielonymi liśćmi, z góry wyglądają jak gwiazda. Często nazywany jest też wilczomleczem pięknym, ale ta nazwa jest błędna, ponieważ odnosi się do innej rośliny, także uprawianej jako doniczkowa – Euphorbia milli, zwanej też koroną cierniową.

### Krytyka nazwy poinsecja
W Stanach Zjednoczonych i Meksyku toczona jest dyskusja nad tym, by odchodzić nazwy poinsecja, wskazując na to, że to określenie wymazuje wielowiekową meksykańską tradycję hodowli tego kwiatu, a wyróżnia osobę, której zasługą było jedynie wywiezienie rośliny do Stanów Zjednoczonych. Podkreśla się również kontrowersyjną z dzisiejszego punktu widzenia działalność Poinsetta – był właścicielem niewolników i politykiem odpowiedzialnym za liczne wysiedlenia amerykańskiej ludności rdzennej z ich ziem. Wielokrotnie głosił pogląd, że zarówno w USA jak i Meksyku, biała skóra daje prawo do rządzenia ludnością niebiałą. W Meksyku od jego nazwiska pochodzi termin poinsettismo oznaczający natrętne wtrącanie się Amerykanów w wewnętrzne sprawy innych krajów – taka postawa cechowała bowiem jego kurs polityczny po objęciu placówki zagranicznej w mieście Meksyk. Historycy twierdzą, że w dużej części to właśnie polityka Poinsetta i jego następcy, Anthony'ego Butlera, położyła podwaliny pod późniejszą wojnę amerykańsko-meksykańską. W prasie i mediach społecznościowych w Stanach Zjednoczonych i Meksyku nawołuje się, by zamiast poinsecją kwiat określać, wracając do przedhiszpańskiej nazwy, jako cuetlaxochitl. W Meksyku nazywa się go też flor de Nochebuena albo flor de Navidad ("kwiatem bożonarodzeniowym").

## Systematyka
Gatunek reprezentuje sekcję Poinsettia w obrębie podrodzaju Chamaesyce wyróżnianego w rodzaju wilczomlecz Euphorbia. Sekcja obejmuje około 25 gatunków rodzimych dla obu kontynentów amerykańskich. Wyrastając w wątłe drzewko, wilczomlecz nadobny wyróżnia się od innych przedstawicieli sekcji będących półkrzewami i bulwiastymi bylinami. Wszystkie gatunki z tej sekcji wyróżnia okazały, dwuwargowy gruczoł rozwijający się na cyjacjum. Najbliżej spokrewnionym gatunkiem jest Euphorbia cornastra.

## Odmiany uprawne

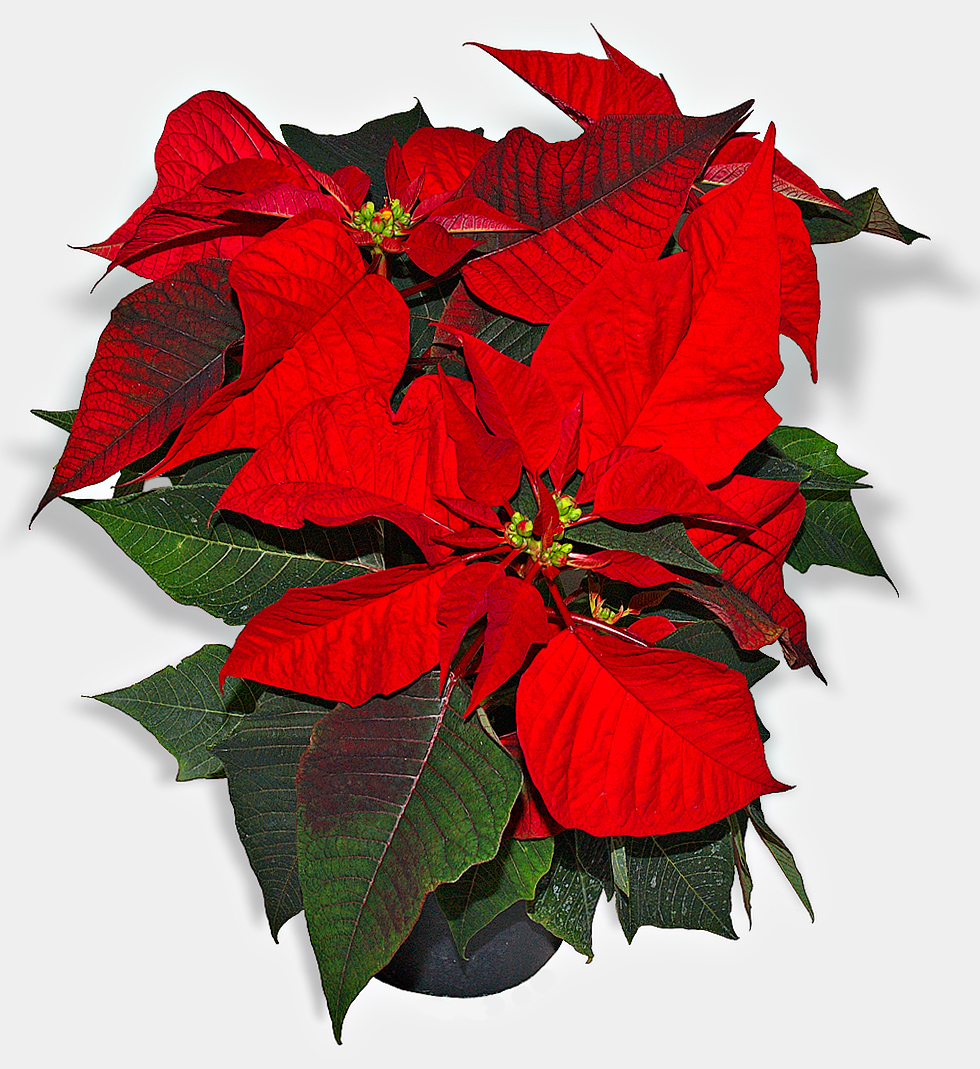
Kultywar o intensywnie czerwonych podsadkach

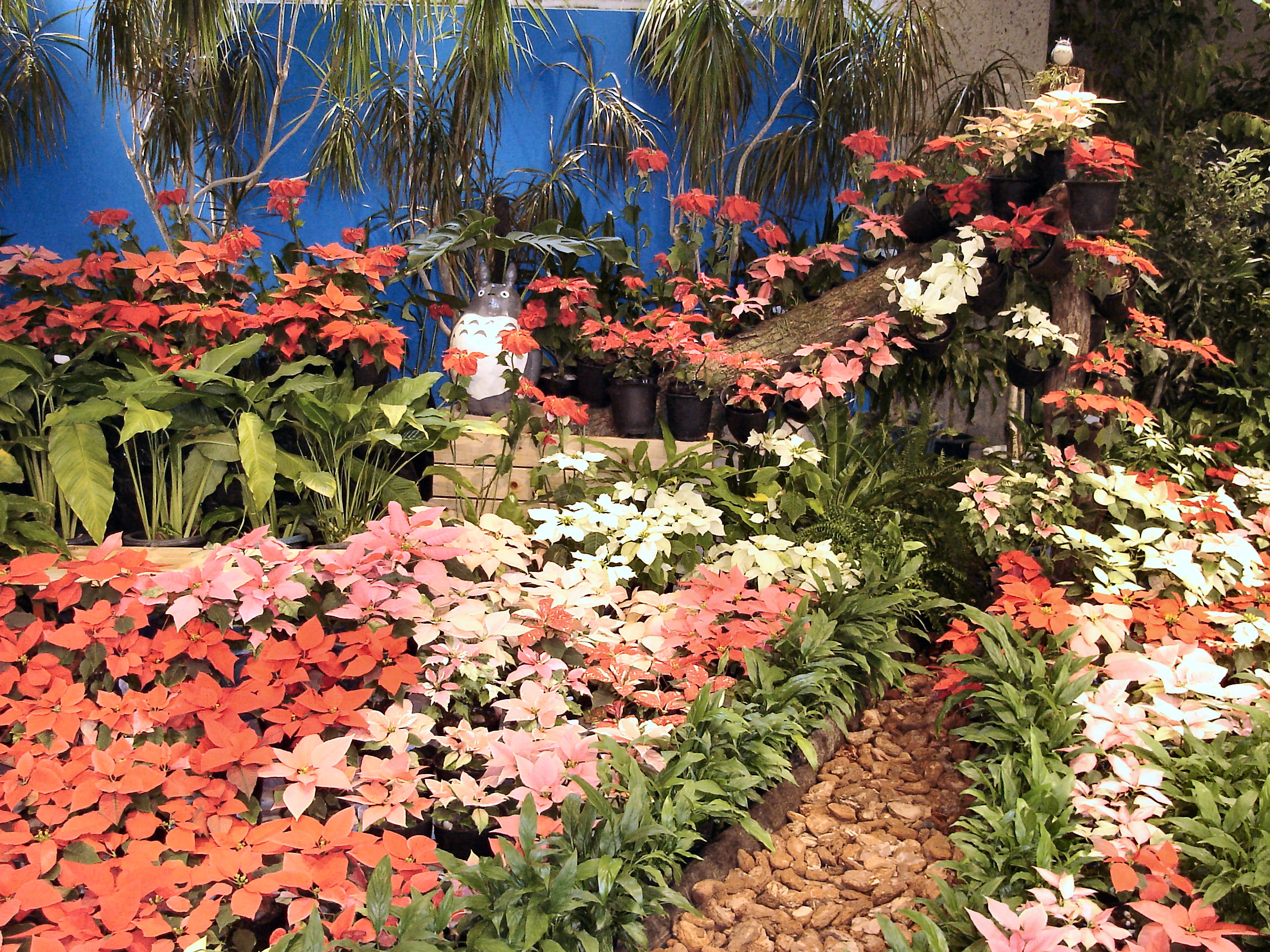
Aranżacja kwiatowa z odmian poinsecji w ogrodzie botanicznym w Kioto

Wiele współczesnych odmian bierze swój początek od 'Oak Leaf' wyhodowanej przez panią Enteman w roku 1923 w Jersey City. To z tej odmiany rodzina Ecke w południowej Kalifornii uzyskała kolejne, hodując ten gatunek od lat 20. XX wieku. Nowe odmiany powstają głównie w wyniku mutacji somatycznych (jako sporty wcześniejszych odmian), ponieważ stwierdzono, że osobniki tego gatunku są bardzo wrażliwe na negatywne efekty związane z chowem wsobnym i zapylaniem kwiatów przez pyłek osobników spokrewnionych pod względem genetycznym, nieliczne kultywary hybrydowe są potomkami osobników heterogenetycznych. Do lat 60. XX wieku największe znaczenie miały 'True Red' i 'Early Red', uprawiane na polach na kwiaty cięte. W kolejnych latach większego znaczenia nabrały uprawy szklarniowe nastawione na produkcję roślin doniczkowych. W roku 1963 powstała przełomowa, bo trwała i wytrzymująca warunki domowe odmiana 'Paul Mikkelsen', a w 1964 w Norwegii uzyskano odmianę 'Annette Hegg Red'. W roku 1988 powstała 'Eckespoint Lilo' udoskonalona do 'Eckespoint Freedom', która została  wprowadzona do obrotu handlowego w 1992. Ta ostatnia odmiana stanowiła 50% sprzedawanych roślin o czerwonych podsadkach. W 1991 roku opublikowany został artykuł o metodzie rozkrzewiania pędów poinsecji, a tym samym upowszechniono dotychczasowy sekret gospodarstwa Ecke Ranch i zwiększono skuteczność zabiegów hodowlanych różnych producentów, w tym europejskich.
Znanych jest ponad 100 kultywarów tego gatunków różniących się formą wzrostu i barwą powabni. Od form dzikich różnią się intensywniej i różnobarwnie zabarwionymi oraz większymi podsadkami. Osiągają one u kultywarów od 17 do nawet ponad 30 cm długości. Uzyskano cały przekrój odmian różniących się barwami podsadek od klasycznej czerwieni poprzez różne odcienie koloru koralowego, różowego, kremowego po biały. Zabiegi hodowlane zmierzają także do uzyskania roślin karłowych. Uzyskanie tego typu odmian o dużych walorach ozdobnych i dobrze znoszących uprawę w pojemnikach umożliwiło popularyzację gatunku w latach 60. XX wieku. Przykładowe grupy odmian i odmiany: 
- 'Red Group' – rośliny z czerwonymi podsadkami:
  - 'Advent Red', 'Albert Ecke' (1938), 'Annette Hegg Red' (1964, 1965), 'Annette Hegg Maxi' (tetraploid oryginalnego klonu, 1970), 'Annette Hegg Super Maxi' (1973), 'Autumn Red', 'Barbara Ecke Supreme' (sport odmiany 'Ruth Ecke' z 1949, najważniejsza odmiana komercyjna w latach 50. XX wieku), 'Christmas Beauty', 'Christmas Carol', 'Christmas Day', 'Christmas Season', 'Christmas Feelings', 'Christmas Wish', 'Classic Red', 'Cortez Red', 'Early Red' (odmiana w handlu od 1912 roku, też pod nazwą 'True Red'), 'Eckespoint C-1 Red', 'Elisabeth Ecke', 'Euroglory Red', 'Freedom Early Red', 'Glory', 'Happy Christmas', 'Hollypoint', 'Hollywood', 'Indianapolis Red', 'Infinity Red', 'Jester Red', 'Jubilee Red', 'Major', 'Merrimaker', 'Noel', 'Oakleaf', 'Mars Red', 'Mrs. Paul Ecke', 'Novia Red', 'Olympus Red', 'Orion Red', 'Paul Mikkelsen', 'Peterstar Red', 'Premium Red', 'Prestige Red', 'Prestige Early Red', 'Red Champion', 'Red Elf', 'Red Fox Euroglory', 'Red Fox Flame', 'Red Fox Infinity Red', 'Red Velveteen', 'Solstice Red', St. Luis', Teds Red', 'True Red', 'Velocity Red'
- Jingle Bells Group – podsadki czerwone do różowoczerwonych, biało do różowo plamiaste:
  - 'Christmas Feelings Jingle', 'Dream Jingle', 'Eckespoint Jingle Bells' (1972), 'Freedom Jingle Bells, 'Jingle Bells', Red Glitter', 'Shimmer Surprise', 'Sonora White Glitter Improved'
- Ice Group – podsadki czerwone lub różowe na zewnątrz i różowe do jasnoróżowych wewnątrz:
  - 'Ice Crystal', Ice Punch', 'Premium Picasso'
- Albo-Rosea Group – podsadki jasno- i bladoróżowe:
  - 'Bausei', 'Christmas Carol Pink', 'Christmas Pink', 'Christmas Season Pink', 'Classic Pink', 'Cortez Pink', 'Ecke Pink' (1960), 'Eckespoint C-1 Hot Pink' (1973), 'Eckespoint C-1 Pink' (1968), 'Enduring Pink', 'Flirt', 'Ignescens', 'Maren', 'Mars Pink'
- Rosea Group – podsadki różowe:
  - 'Darlyne', 'Maren'
- Marble Group – podsadki marmurkowe, wielobarwne (różowo-czerwono-białe):
  - 'Angelica', 'Celebrate 2', 'Freedom', 'Lilo', 'Marblestar', 'Peterstar', 'Puebla'
- białe podsadki:
  - 'Pearl'

## Zastosowanie

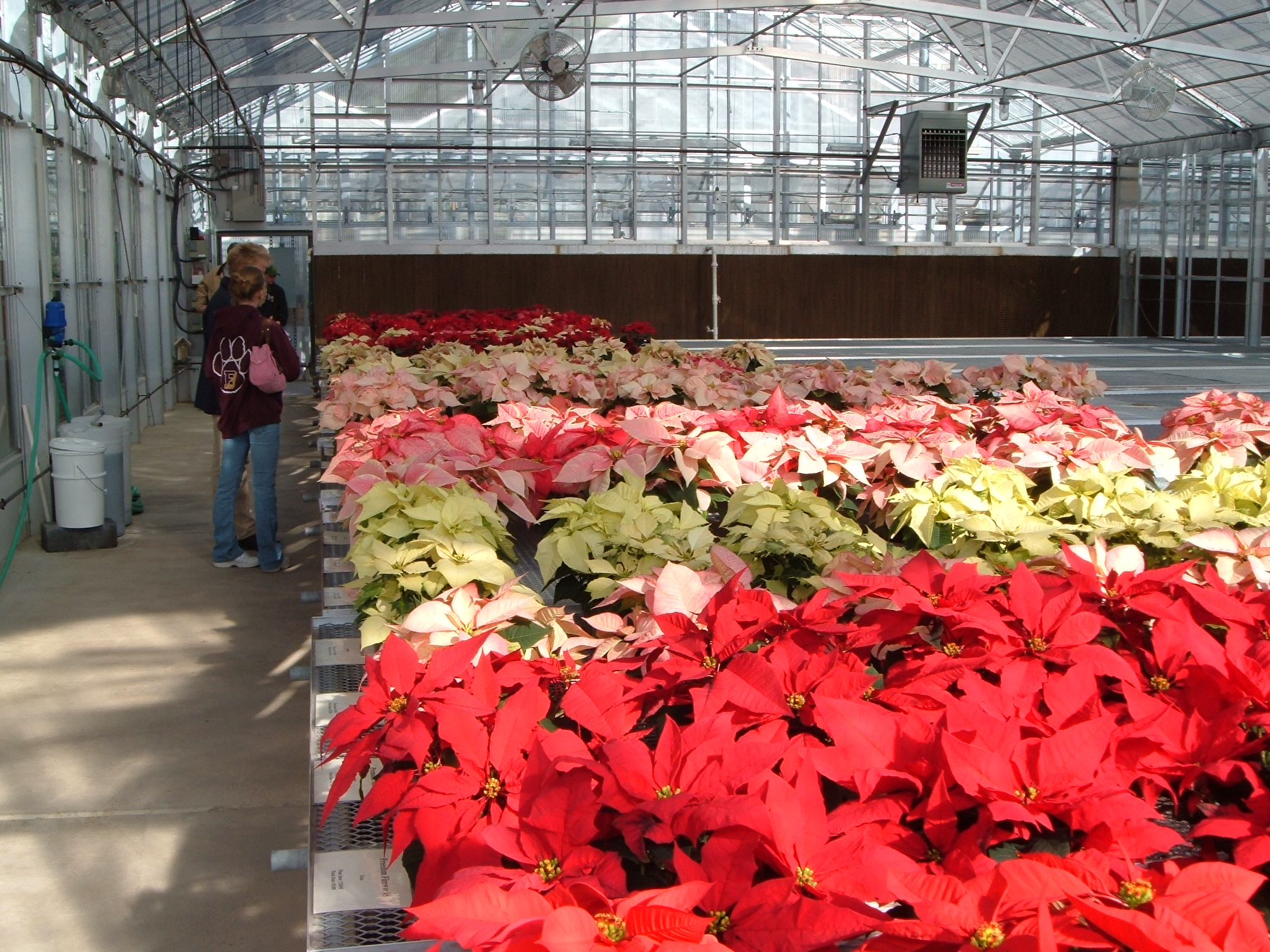
Uprawa w szklarni odmian o różnobarwnych podsadkach

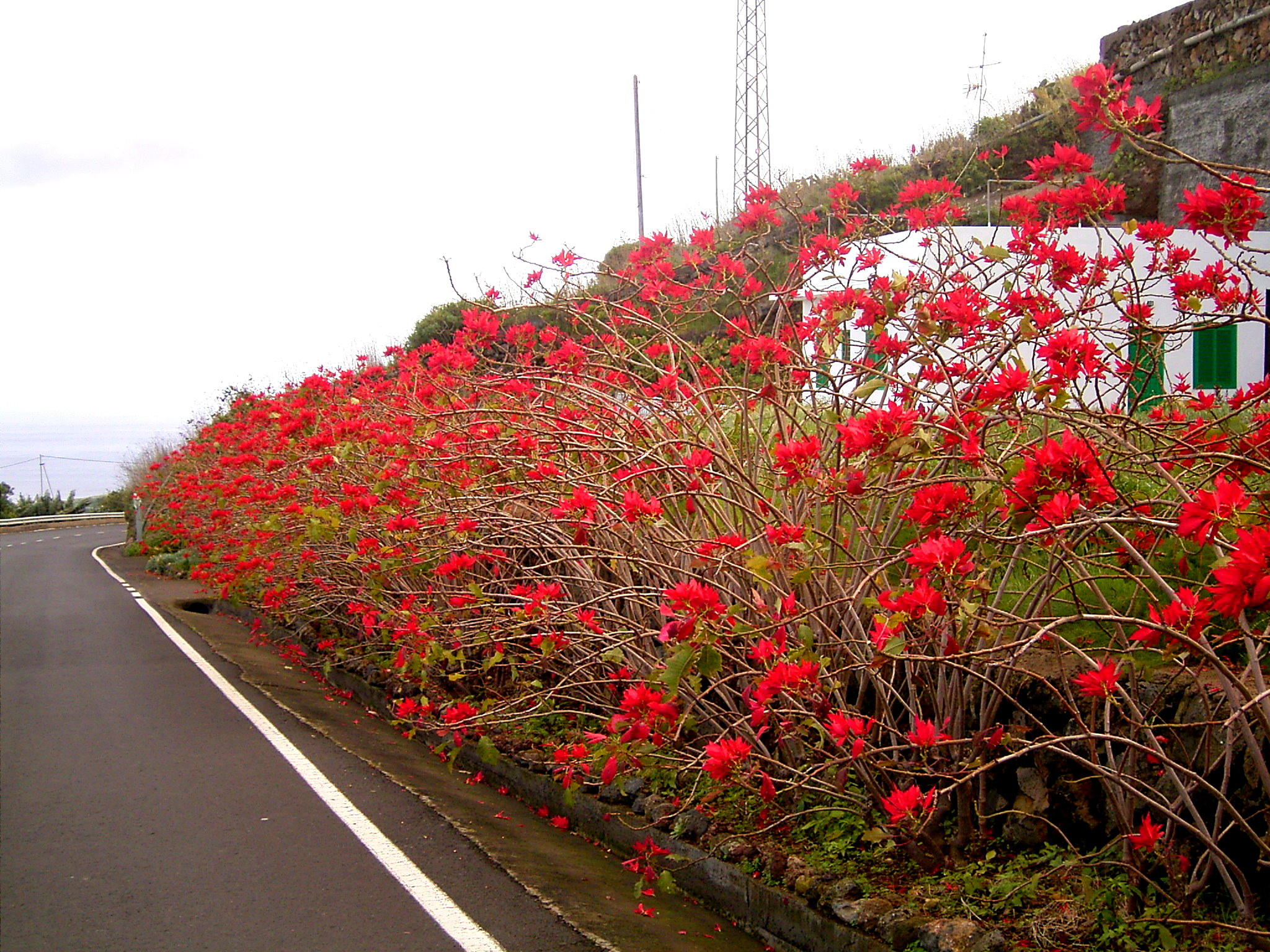
Żywopłot z poinsecji na przydrożu na La Palmie (Wyspy Kanaryjskie)

### Roślina ozdobna
Jako roślina ozdobna gatunek został introdukowany do Stanów Zjednoczonych w roku 1825 z Meksyku. W postaci rośliny doniczkowej rozpowszechnił się w Ameryce Północnej, Europie, Azji i Australii. W roku 2008 łączna wartość handlowa sprzedanych roślin osiągnęła 155 mln dolarów amerykańskich. W Stanach Zjednoczonych wyprodukowano 50 mln, a w Unii Europejskiej 100 mln sztuk roślin tego gatunku. Według dokumentów historycznych gatunek wprowadził do ogrodnictwa Joel Roberts Poinsett, który jako członek Amerykańskiego Towarzystwa Filozoficznego wyjechał na ekspedycję do Meksyku wraz z grupą naukowców z Filadelfii. Podczas wyprawy pozyskał egzemplarze wilczomlecza nadobnego i wysłał je do Ogrodu Botanicznego Bartrama w Filadelfii. W placówce tej rośliny były uprawiane i eksponowane od roku 1829. Jeden z pracowników ogrodu, Robert Buist wysłał w roku 1834 pierwsze rośliny do Europy. Wilczomlecz nadobny jest rośliną krótkiego dnia, w wielu krajach uprawianą w szklarniach na sezon Bożego Narodzenia, w doniczkach i na kwiaty cięte. Jeszcze do końca lat 50. XX wieku uprawiany był tylko przez nielicznych hobbystów, gdyż w mieszkaniach szybko tracił liście. Dopiero nowe odmiany z gospodarstwa Paula Ecke z Kalifornii pozwoliły na skuteczną uprawę tego gatunku w warunkach mieszkaniowych. Gospodarstwo Paula Jr Ecke z Kalifornii, specjalizujące się w hodowli poinsecji od początków XX wieku, jest głównym producentem tych roślin. Jego udział w produkcji światowej wynosi ok. 50%, a w Stanach Zjednoczonych stanowi 70% rynku. W 2012 roku rodzinna firma została przejęta przez przedsiębiorstwo ogrodnicze Agribio Group z siedzibą w Holandii.
Rośliny uprawiane jako doniczkowe zmusza się do zakwitania zwykle już przy wysokości od 0,3 do 0,6 m, przy czym wysokość roślin ograniczana jest różnymi sposobami, wśród których do najpopularniejszych należy stosowanie substancji chemicznych ograniczających wzrost.
Rośliny doniczkowe kwitnące w okresie zimowym stanowią popularną ozdobę w okresie świąt Bożego Narodzenia, np. jako dekoracja stołu wigilijnego oraz do osłonięcia podstawy choinki świątecznej. Poinsecja jest w wielu krajach drugim obok choinki symbolem świąt Bożego Narodzenia. Poza roślinami uprawianymi w doniczkach poinsecje uprawiane są na kwiat cięty. Wstawione do wazonu zachowują trwałość do 2–3 tygodni. Po transporcie roślin ciętych na sucho, w celu przedłużenia ich trwałości zaleca się przycięcie końców pędów (długości 3–5 cm) i zanurzenie ich w ciepłej wodzie.
W strefie tropikalnej i subtropikalnej gatunek uprawiany jest jako ozdobna roślina ogrodowa. Rośliny dobrze prezentują się sadzone pojedynczo na trawniku oraz w grupach z innymi krzewami i w żywopłotach. Nie powinny być sadzone jednak w miejscach oświetlonych nocą sztucznym światłem (np. w pobliżu latarni ulicznych), ponieważ brak odpowiednio długiej ekspozycji na ciemność zakłóci cykl kwitnienia.

### Roślina lecznicza, kosmetyczna i barwierska
W Meksyku i Gwatemali sok mleczny z tej rośliny używany był jako krem do golenia, w Gwatemali także jako lekarstwo na bóle zębów i środek wymiotny. W kraju tym okłady z liści stosowano do złagodzenia bóli, a z podsadek uzyskiwano też w wiekach XIII do XVI czerwony barwnik.
Odwar z podsadek i kwiatów traktowany jest przez kobiety karmiące jako substancja zwiększająca laktację (zastosowanie takie wzmiankowane jest już w XVI-wiecznym Kodeksie Florentino). Spożywany jest doustnie, ale też tłuczone liście stosowane są w tym samym celu zewnętrznie, nakładane na plecy. Liście są stosowane jako okład oraz w celu wywołania wymiotów i wypróżnienia. Przypisuje się im też działanie aborcyjne. Sok mleczny używany jest do leczenia różnego rodzaju wyprysków i zmian skórnych. Na miejsca swędzące z powodu ukąszeń zwierząt nakłada się tłuczone liście. Odwar z kwiatów stosowany jest przy leczeniu stanów zapalnych gardła i przy kaszlu.
Potwierdzono działanie bakteriobójcze wyciągu z rośliny wytrawianej etanolem na: Bacillus cereus, Bacillus megaterium i Staphylococcus epidermidis (brak działania na Staphylococcus aureus). Ekstrakt wodny działa słabo przeciw Micrococcus leisodeikticus.

## Uprawa

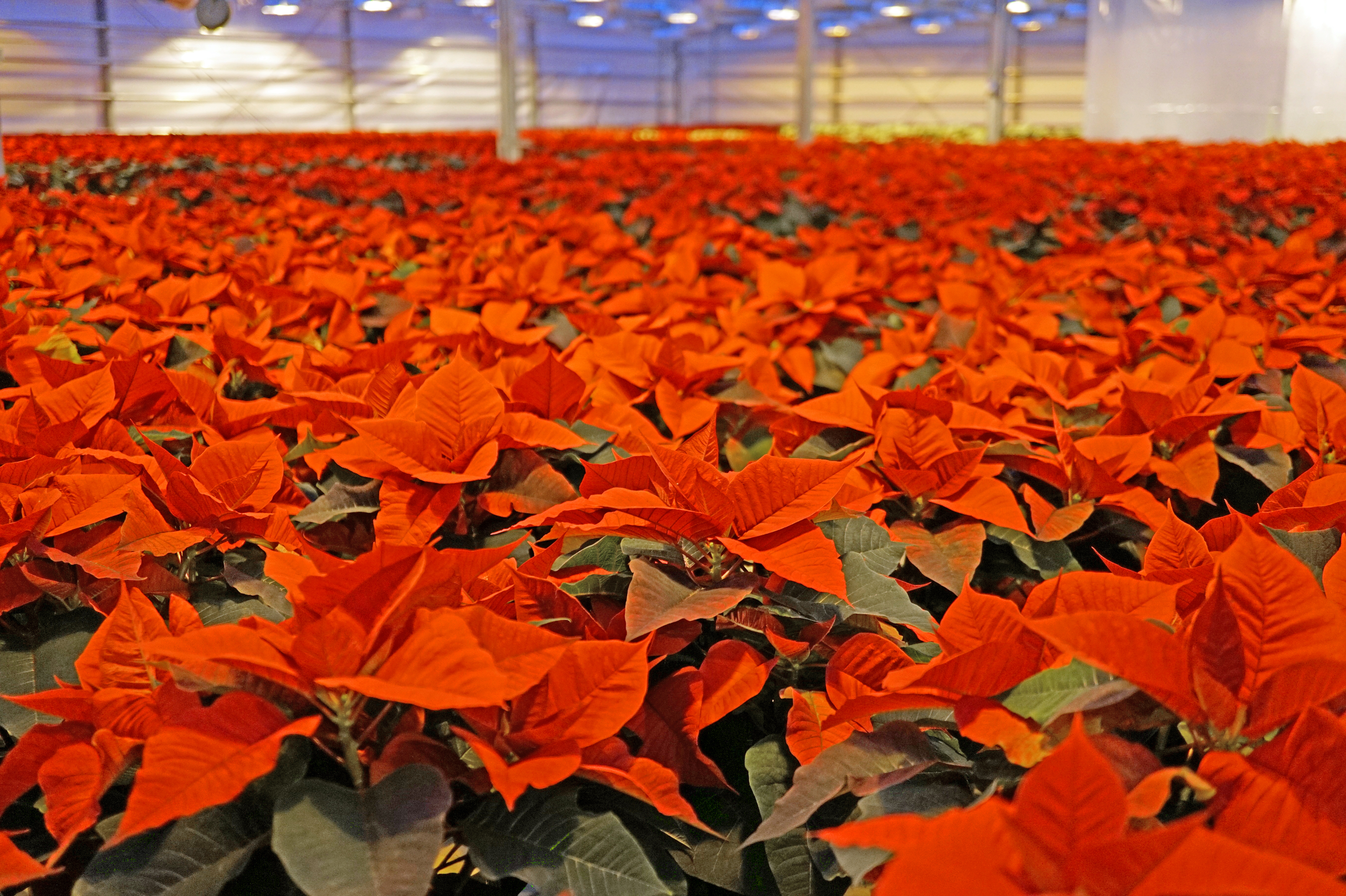
Uprawa wielkotowarowa

### Wymagania i pielęgnacja
Wymagania świetlne i cieplneW uprawie pokojowej roślina wymaga dobrego oświetlenia, w zimie źle jednak znosi bezpośrednie światło słoneczne. W uprawie ogrodowej najlepiej rośnie na stanowiskach słonecznych, ale toleruje też półcień. W cieniu poinsecja rośnie bardzo rachitycznie.  W celu zainicjowania kwitnienia roślina powinna we wrześniu i październiku spędzić 6–8 tygodni w warunkach dnia krótkiego, tj. oświetlona powinna być krócej niż przez 12 godzin (w czasie nocy nie należy zapalać światła w pomieszczeniu z roślinami). Im ciemniej jest w tym czasie, tym wybarwienie podsadek jest bardziej intensywne. Następnie, po uformowaniu się pąków kwiatowych, przenosi się rośliny do dobrze oświetlonego, ale niezbyt ciepłego pomieszczenia. Silnie wybarwione okazy należy trzymać w temperaturze pokojowej. W uprawie szklarniowej rośliny spędzają zimę w temperaturze ok. 10–12 °C, po czym w marcu przenosi się je do pomieszczeń o temperaturze 22–24 °C (według niektórych źródeł rośliny źle znoszą spadki temperatur poniżej 15 °C, żółknąc wówczas i zrzucając liście). Poinsecja może być uprawiana jako roślina ogrodowa w strefach mrozoodporności od 9 do 11, czyli na obszarach, gdzie nie występują ujemne temperatury – mróz zabija rośliny tego gatunku.
Podlewanie i nawożenieZaleca się dość częste podlewanie – według niektórych źródeł nigdy nie wolno dopuścić do przeschnięcia ziemi. Według innych rośliny wymagają umiarkowanego podlewania. Podłoże powinno podsychać pomiędzy podlewaniami, ponieważ stale mokre spowodować może, że roślina zrzuci liście. Nadmierne podlewanie może także przyczynić się do odbarwienia przykwiatków. Poinsecje są wrażliwe na gwałtowne obniżenie temperatury podłoża (zaburza to rozwój i funkcjonowanie systemu korzeniowego) i dlatego należy podlewać je letnią wodą. W okresie kwitnienia co dwa tygodnie należy roślinę nawozić płynnym nawozem, ale jeśli do podłoża dodany jest nawóz wolno uwalniający się – nawozić wystarczy co miesiąc. Po przekwitnieniu roślina przechodzi w stan spoczynku – pędy przycina się do wysokości 10–15 cm i ogranicza podlewanie aż do maja. W tym miesiącu przerwać należy spoczynek regularnym podlewaniem i nawożeniem.
Podłoże, przesadzanie i inne zabiegi pielęgnacyjneKwiatów nie wolno usuwać, bo są niezbędne do wybarwienia się kolorowych liści podkwiatowych. W warunkach domowych, bez szklarni, trudno jest doprowadzić roślinę do powtórnego kwitnienia i często poinsecja traktowana jest jako jednorazowa ozdoba na ok. 3 miesiące. Problemem w uprawie w mieszkaniach jest niedostatecznie wilgotne powietrze w sezonie grzewczym, prowadzące do żółknięcia liści. W celu uniknięcia strat – doniczki z wilczomleczem nadobnym zaleca się umieszczać w pojemniku lub na podstawce ze stale wilgotnym żwirem. Unikać natomiast należy bliskości kaloryfera. Przesadzanie roślin doniczkowych zaleca się wykonywać w marcu. Rośliny uprawia się w podłożu składającym się w równych częściach z ziemi ogrodowej, piasku i torfu. W uprawie ogrodowej zaleca się mulczowanie ziemi wokół krzewu. Stare pędy można usuwać z końcem zimy, co sprzyja wypuszczaniu nowych pędów. Uszczykiwanie końców pędów sprzyja silniejszemu rozkrzewianiu roślin. Nie należy jednak tego robić po 15 sierpnia, kiedy to powstają zawiązki pąków kwiatowych.

### Rozmnażanie
W uprawie poinsecję rozmnaża się za pomocą sadzonek pędowych, wierzchołkowych, zawierających 2–4 węzły (liczą do 15 cm długości). Pozyskuje się je od kwietnia do lipca, przy czym rozmnażanie od czerwca pozwala uzyskać jednopędowe rośliny doniczkowe trafiające do oferty handlowej w okresie przedświątecznym. Przed umieszczeniem w podłożu końce zanurza się w ciepłej wodzie o temperaturze 45 °C, by wyciekł sok, ewentualnie spłukuje się go bieżącą wodą. Usuwa się także blaszkę dolnego liścia. Zaleca się przed sadzeniem potraktować takie sadzonki ukorzeniaczem. Podłoże do ukorzeniania to torf z perlitem. Optymalna temperatura podłoża to 24–27–28 °C. Miejsce ukorzeniania należy przykryć folią. Temperatura powietrza powinna być niższa od temperatury podłoża. Podłoże nie powinno być zbyt mokre, by sadzonki nie gniły. Po około 3 lub 4 tygodniach sadzonki są ukorzenione. Miejsce uprawy młodych roślin należy zraszać, zamgławiać i zacieniać. Początkowo umieszcza się je w małych doniczkach (o średnicy do 8 cm), a następnie sadzi się je do docelowych pojemników.
W uprawie ogrodowej z powodzeniem stosuje się sadzonki zdrewniałe o długości ok. 45 cm. Można je w ciągu paru tygodni skutecznie ukorzenić bez hormonów umieszczając je po prostu w stale wilgotnej, ale nie mokrej glebie.

### Choroby i szkodniki
Znanych jest wiele chorób tego gatunku. Mogą mieć one charakter grzybic, bakterioz, wiroz, a także zaburzeń fizjologicznych. Mogą one wyrządzać znaczne szkody, jeżeli pojawią się w uprawach podczas cyklu produkcyjnego. Niektóre z chorób mają charakter lokalny, występują jedynie na określonych obszarach.
Szara pleśń wywoływana przez workowca gronowca szarego Botrytis cinerea odpowiada za zahamowanie wzrostu, powstawanie brązowych plam na liściach właściwych i przykwiatowych. W zaawansowanym stadium choroby liście opadają i rośliny obumierają. Choroba rozwija się u roślin rosnących w zbyt wilgotnym podłożu, w zbyt niskiej temperaturze lub w nadmiernym zagęszczeniu. Podobne objawy występują na podsadkach przy niedoborze wapnia lub zaburzeniu proporcji pomiędzy jonami K+, Mg2+ i Ca2+ albo w wyniku antagonizmu pomiędzy jonami amonowymi i wapniowymi. Mączniak, będący wynikiem zakażenia Oidium sp., może pojawiać się w uprawach szklarniowych, gdy temperatura w dzień przekracza 30 °C. Rozwijające się kolenie grzybów są widoczne na liściach w postaci białego nalotu. Do rozprzestrzenienia się choroby doszło w latach 90. XX wieku głównie na obszarach północnych i środkowo-zachodnich USA. W uprawach zlokalizowanych na Florydzie, Hawajach oraz Ameryce Środkowej grzyb Sphaceloma poinsettiae jest odpowiedzialny za parch poinsecji. W wyniku zakażenia na liściach pojawiają się nekrotyczne plamy o średnicy 1–5 mm, z czasem obejmują one całe liście oraz łodygę. Przy stałym zwilżeniu liści i temperaturach 21-29 °C rośliny mogą zostać zaatakowane przez Alternaria euphorbiicola. Rozwijający się grzyb powoduje obumieranie komórek i powstawanie plam.
Gnicie łodygi oraz korzeni może być wywoływane przez strzępniczka pasożytniczego Rhizoctonia solani. W zaawansowanym stadium dochodzi do chlorozy liści, martwicy, więdnięcia zrzucania liści, a w końcu do obumierania całej rośliny. Podobne objawy występują przy zakażeniu gatunkami z rodzaju Pythium. Źródłem zakażenia jest zwykle woda używana do podlewania. Stopniowe obieranie rośliny może także następować na skutek infekcji Phytophthora nicotianae var. parasitica lub P. drechsleri. Patogen wnika przez korzenie, szyjkę korzeniową lub łodygę. W zainfekowanej roślinie obumierają liście asymilacyjne, przykwiatowe oraz kwiaty. Guzowatość korzeni i pędu poinsecji powoduje Agrobacterium tumefaciens. Początkowo białawe, z czasem brązowe guzy pojawiają się u nasady pędu i na korzeniach. Rośliny przestają rosnąć, zrzucają liście i nie zakwitają. Corynebacterium poinsettiae wywołuje rak bakteryjny poinsecji. Objawami porażenia są brązowe smugi na pędzie sięgające od nasady do ponad połowy ich wysokości, a na liściach brązowe wodniste plamy. Thielaviopsis basicola odpowiada za czarną zgniliznę korzeni i pędu poinsecji. U zainfekowanych roślin korzenie czarnieją, liście więdną (nierzadko nagle), z czasem czernieć od nasady mogą pędy.
Znaczne szkody w uprawach wywołuje wirus mozaiki poinsecji (PnMV – poinsettia mosaic virus). Zakażenie wirusem skutkuje zniekształceniem liści oraz zmianami ich zabarwienia. Za deformacje roślin, osłabienie wzrostu i powstawanie chlorotycznych, koncentrycznych plam na liściach odpowiada Euphorbia ringspot virus, a choroba wywoływana zwana jest plamistością pierścieniową poinsecji. W uprawach szklarniowych w Chinach występuje wirus kędzierzawości liści wilczomlecza (EuLCV – Euphorbia leaf curl virus). Jest on przenoszony przez szkodniki, a objawem zakażenia, poza deformacją, jest pogrubione użyłkowanie.
Wszystkie rośliny z objawami chorób bakteryjnych i wirusowych należy niezwłocznie usuwać z uprawy i palić.
Mączlik szklarniowy (Trialeurodes vaporariorum) należy do najpoważniejszych szkodników w uprawach poinsecji. Powoduje pojawianie się żółtawych plamek na liściach, następnie ich brązowienie i opadanie. Inne szkodniki poinsecji to: przędziorek chmielowiec (Tetranychus urticae) i przędziorek szklarniowiec (T. telarius) – objawy ich żerowania są podobne jak u mączlika, ale dodatkowo tworzą delikatną i białawą pajęczynę, wciornastkowate (Thripidae) – tworzą białawe plamki na liściach, zwykle z czarnymi grudkami kału, wełnowiec cytrusowy (Planococcus citri) i szklarniowy (Pseudococcus adonidum), misecznik mirtowiec (Coccus hesperidum), tarcznik cytrynowiec (Aspidiotus hederae) – w miejscach żerowania odbarwienia, rośliny są osłabione, żółkną i tracą liście. Larwy ziemiórkowatych (Sciaridae) osłabiają wzrost roślin i powodują gnicie ich u nasady.
Podczas zwalczania chorób i szkodników należy bardzo ostrożnie stosować środki ochrony roślin, ponieważ poinsecja jest gatunkiem bardzo wrażliwym na wiele preparatów.

## Obecność w kulturze

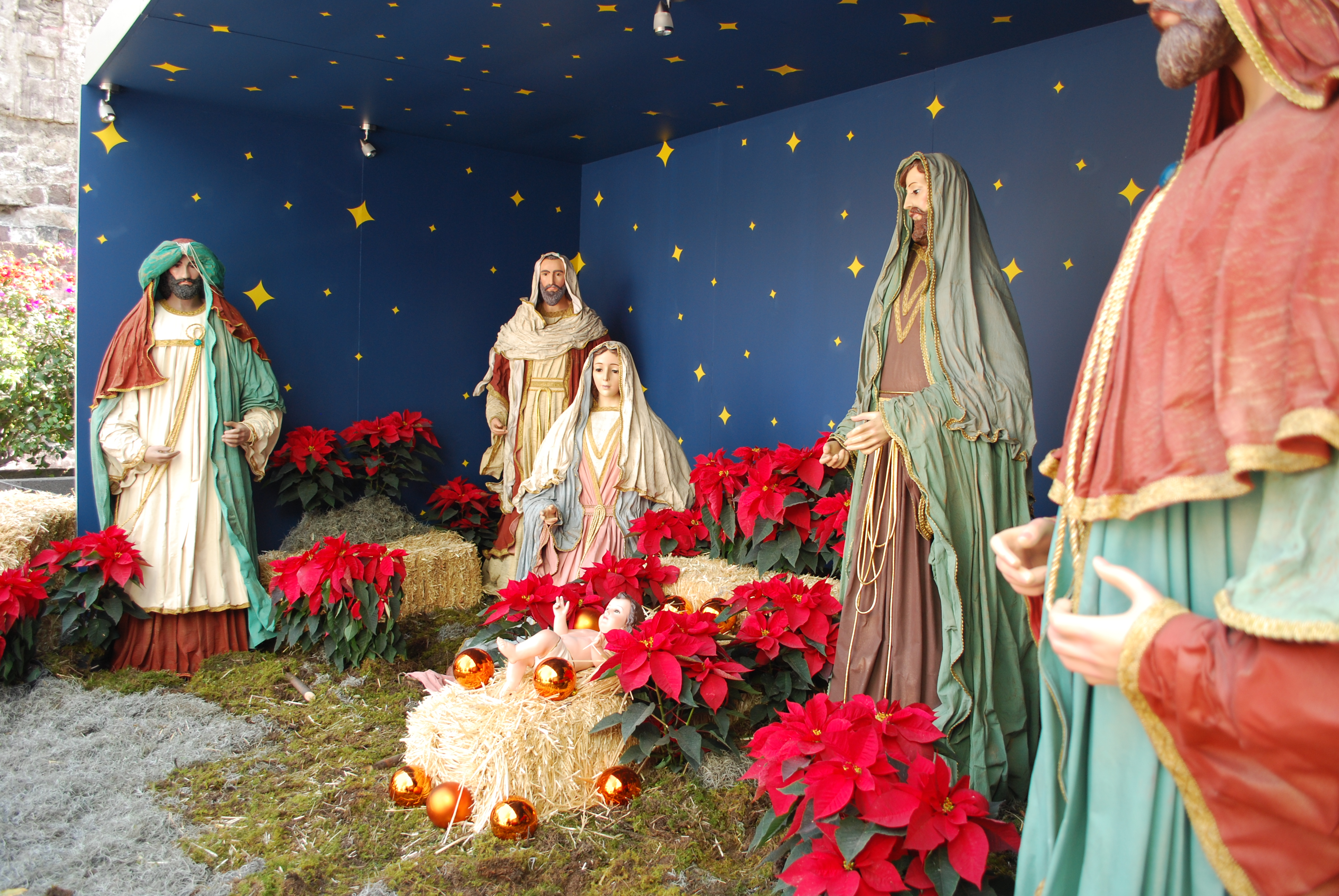
Szopka bożonarodzeniowa w Meksyku ozdobiona poinsecjami

Poinsecja była cenioną rośliną już w okresie przed podbojem hiszpańskim. Rosnące na niższych wysokościach rośliny transportowano do Tenochtitlánu na dwór Montezumy. Przez Azteków gatunek ten zwany był Cuetlayochitl albo Cuetlaxochitl, współcześnie w nahuatl gatunek nosi nazwy: Custicpascua xochitl, pascuaxochitl, pascualxochitl. U Indian roślina była symbolem czystości.
Po konkwiście ozdobne w okresie zimowym rośliny stały się jednym z symboli Bożego Narodzenia. Według legendy stało się to za sprawą małej meksykańskiej dziewczynki imieniem Pepita. Szła ona ze swym kuzynem Pedro w Wigilię do kaplicy bardzo zasmucona, ponieważ nie miała żadnego daru dla narodzonego Jezusa Chrystusa. Pedro pocieszał ją, mówiąc że nawet najmniejszy dar dany z miłością będzie doceniony. Wówczas Pepita zebrała skromny bukiet z kwiatów rosnących na przydrożu. Kiedy złożyła bukiet w kaplicy przed sceną narodzin Jezusa, dokonał się cud – bukiet rozjarzył się brylantową czerwienią kwiatów. Od tego czasu poinsecja w Meksyku stała się znana jako Flores de Noche Buena (Kwiaty Świętej Nocy) i odtąd zakwitała w Boże Narodzenie.
W wieku XVII franciszkanie mieszkający w okolicach Taxco zaczęli wykorzystywać poinsecję podczas procesji. Do dzisiaj przed Bożym Narodzeniem na głównym placu w tym mieście tworzy się ogromne dekoracje z wilczomlecza. W 2022 do jej stworzenia użyto 12 tysięcy roślin, czyniąc ją największą dekoracją na świecie wykonaną z tego kwiatu. Tradycja meksykańska uznaje kwiaty za symbol Gwiazdy Betlejemskiej. W Gwatemali rośliny te używane były do ozdabiania ołtarzy w okresie świątecznym.
W Stanach Zjednoczonych 12 grudnia uznany jest za „Narodowy Dzień Poinsecji” (National Poinsettia Day) (tego dnia przypada rocznica śmierci Joela Robertsa Poinsetta w 1851). Przypadkowo tego samego dnia w Meksyku poinsecje są zwyczajowo używane jako ozdoba podczas Día de la Virgen de Guadalupe – święta z okazji wspomnienia liturgicznego Najświętszej Maryi Panny z Guadalupe.